# Turngemeinde 1861 Mainz-Gonsenheim
Die Turngemeinde 1861 e.V. Mainz-Gonsenheim (kurz: TGM Gonsenheim) ist ein Breitensportverein aus Mainz-Gonsenheim, Rheinland-Pfalz mit mehr als 2.300 Mitgliedern. In 20 Abteilungen bietet die TGM Gonsenheim sowohl in ihren Räumlichkeiten als auch in den umliegenden städtischen Hallen Aktivitäten rund um den Sport an.
Neben den vielen Sportarten hat die TGM auch die bürgerhausähnliche Funktion in Mainz-Gonsenheim und vermietet ihre Räumlichkeiten für Veranstaltungen. Neben Fastnachtssitzungen der Gonsenheimer Karnevalvereine organisiert die TGM auch eigene Veranstaltungen wie das Showtanzevent. Das Sportangebot reicht von Fitness- und Gymnastikgruppen über Hobby- bis hin zum Leistungssport. Das Motto ...weil Sport in unserer vielfältigen Gemeinschaft am schönsten ist! drückt sich auch im Engagement des Vereins aus: Außersportliche Aktivitäten reichen von gemeinsamen Handarbeitsnachmittagen für Jung und Alt bis hin zu Gesundheitstagen.

## Verein
1. Vorsitzender der TGM Mainz-Gonsenheim ist Andreas Maurer. Die Position des 2. Vorsitzenden nimmt Axel Rau-Reisinger ein.
Das Leitbild der TGM orientiert sich an der Gesundheit im ganzheitlichen Sinn: körperlich, seelisch und sozial sollen sportliche Leistungen mit altersgerechtem Leistungsprofil aufeinander treffen. Dafür fördern Diplomsportlehrer, Sportwissenschaftler und lizenzierte Übungsleiter den gesundheitsbewussten Sport im Rahmen der persönlichen Leistungsgrenzen und Leistungsmöglichkeiten. „Der Depression Beine machen!“ ist nur eines der Angebote, die eine Basis für gesundes Leben in einem gesunden sozialen Kontext schafft. Der Verein reagiert besonders auf den demografischen Wandel und versucht vermehrt, Ältere und Senioren durch die Gemeinschaft zu stärken und über die Altersgrenzen hinweg ein Höchstmaß an Integration erzielen. Ergänzt wird das umfangreiche Sportangebot von den zwei Mal jährlich stattfindenden Kursen.

## Sportarten

### Volleyball
Die Volleyballabteilung ist die größte und erfolgreichste der TGM und setzt sich aus folgenden Mannschaften bzw. Gruppen zusammen:
- Herren I – Regionalliga Südwest
- Herren II – Oberliga Rheinland-Pfalz/ Saarland
- Herren III – Rheinland-Pfalz Liga
- Herren IV – Verbandsliga Rheinhessen
- Herren V – Verbandsliga Rheinhessen
- Damen I – Regionalliga Südwest
- Damen II – Landesliga Rheinland-Pfalz
- Damen III – Verbandsliga Rheinhessen
- Damen IV – Bezirksklasse Rheinhessen
- Damen V – Kreisliga Rheinhessen
- Jugend männlich
- Jugend weiblich
- Ballschule Kinder
- Volleyball-AG's
- Beachvolleyball

### Showtanz
Wie der Name der Abteilung schon verrät, es geht hier um einen ganz bestimmten Stil aus dem Bereich des Tanzens- den Showtanz. Gegründet wurde die Abteilung 1976, damals noch mit Stepptanz und Jazz-Tanz-Elementen. Heute sind Wettkämpfe und Showtanzabende ein buntes Gemisch aus Tanzrichtungen wie dem HipHop, Lyrical-Dance, Modern, Cheerleading und Contemporary Dance. Die akrobatischen Elemente bilden das Hauptaugenmerk bei den Erwachsenengruppen. Insgesamt gliedert sich die Abteilung in die Gruppen:
- Tanzmäuse (5 bis 7 Jahre)
- Sunny Girls (8 bis 9 Jahre)
- New Dancers (9 bis 12 Jahre)
- Dance Passion (12 bis 16 Jahre)
- Dance & StyleZ (+ 16 Jahre)

Besonders die Gruppe Dance & Stylez ist mit ihren Shows auf Wettkämpfen erfolgreich. Im Jahr 2016 konnten die Tänzerinnen den 1. Platz bei der Mainzer Stadtmeisterschaft und gleichzeitig den Publikumsliebling gewinnen. Mit insgesamt vier ersten und 5 zweiten Plätzen ist die Show von 2016 unter dem Motto „Alt ist nicht gleich alt“ die erfolgreichste in den letzten Jahren.

### Andere Sportarten und Angebote
- Badminton
- Basketball
- Boule
- Darts
- E-Sport
- Fechten
- Fitness
- Spiele
- Gymnastik
- Herzsport
- Rehasport/ Orthopädie & Neurologie & Lunge
- Judo
- Indiaca
- Kinderturnen
- Rope Skipping
- Tanzen – Breitensport
- Tischtennis
- Wandern

## Auszeichnungen
- Im November 2011 erhielt der Verein den Internetpreis des Landessportbundes.[3]
- Im Jahr 2013 machte die TGM den 3. Platz beim Jugendförderpreis der Stadt Mainz
- Im September 2014 kürte der Landessportbund die TGM auf den 1. Platz beim Jugendförderpreis der Stadt Mainz.[4]
- Im Jahr 2016 wurde der Verein 3. beim Sportinitiativpreis[5] der Stadt Mainz mit dem Thema „Der Depression Beine machen“
- Bei den Sternen des Sports konnte die TGM den 1. Platz mit dem Thema „Von 0 auf 100 – Senioren auf dem Vormarsch“ belegen
- Beim Deutschen Schulsportpreis 2017/2018[6] konnte der Verein in Kooperationen mit dem Otto-Schott-Gymnasium den 3. Platz erreichen.
- Übersicht Auszeichnungen/Wettbewerbsteilnahmen

## Belege
1. ↑  Showtanzevent
2. ↑  Leitbild der TGM
3. ↑  Internetpreis des Landessportbundes
4. ↑  LSB-Vereinszeitschriftenwettbewerb
5. ↑  Sportinitiativpreis
6. ↑  Deutschen Schulsportpreis 2017/2018